# Bahnhof Greenwich

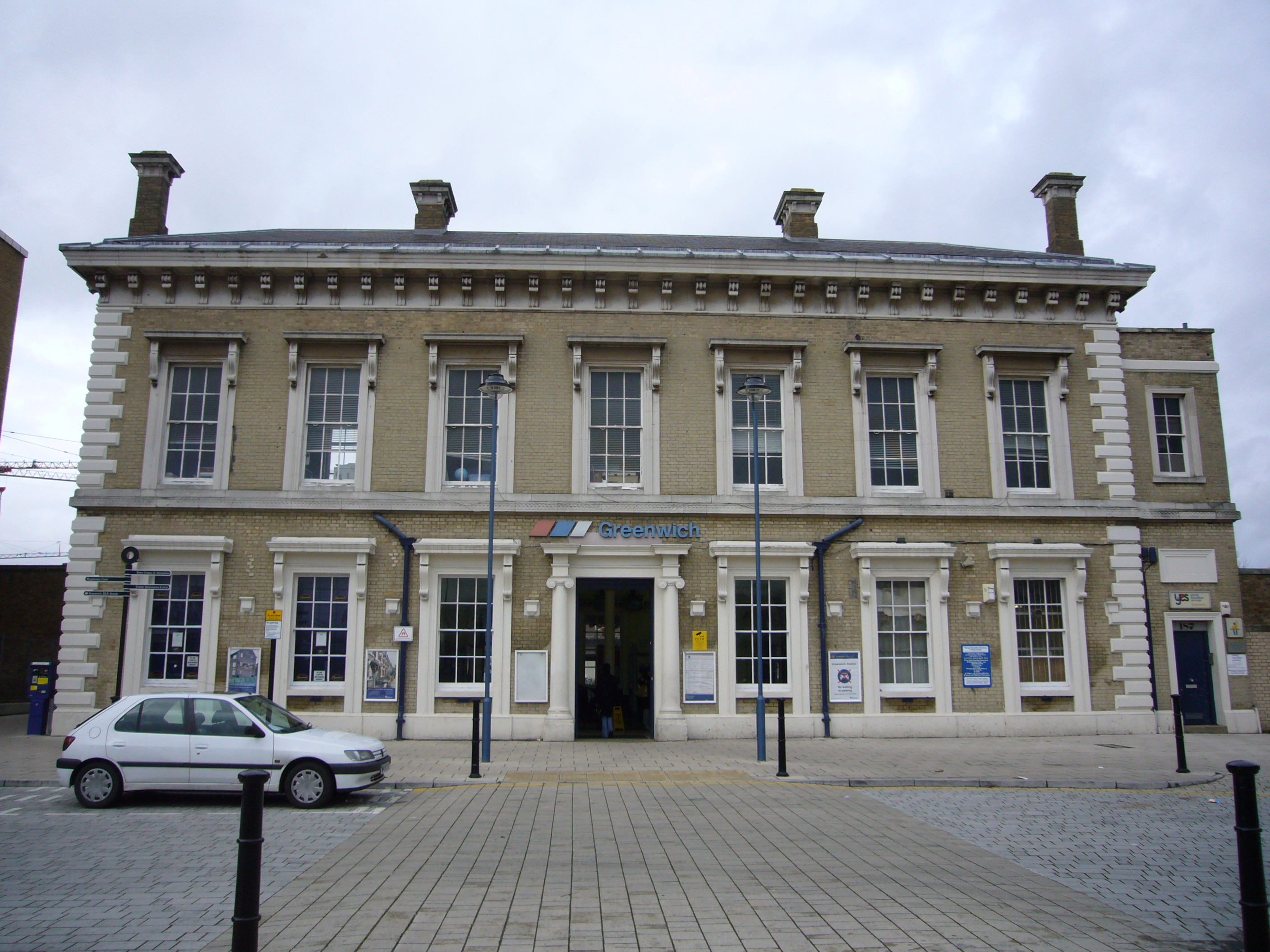
Bahnhofgebäude

Greenwich ist ein Bahnhof im Londoner Stadtbezirk Royal Borough of Greenwich. Er liegt an der Grenze der Travelcard-Tarifzonen 2 und 3 an der Greenwich High Road, etwa 400 Meter südwestlich des historischen Zentrums von Greenwich. Neben dem Bahnhof befindet sich eine Station der Docklands Light Railway (DLR). Im Jahr 2013 nutzten 3,545 Millionen Fahrgäste den Bahnhof (für die DLR liegen keine Nutzerzahlen vor).

## Anlage

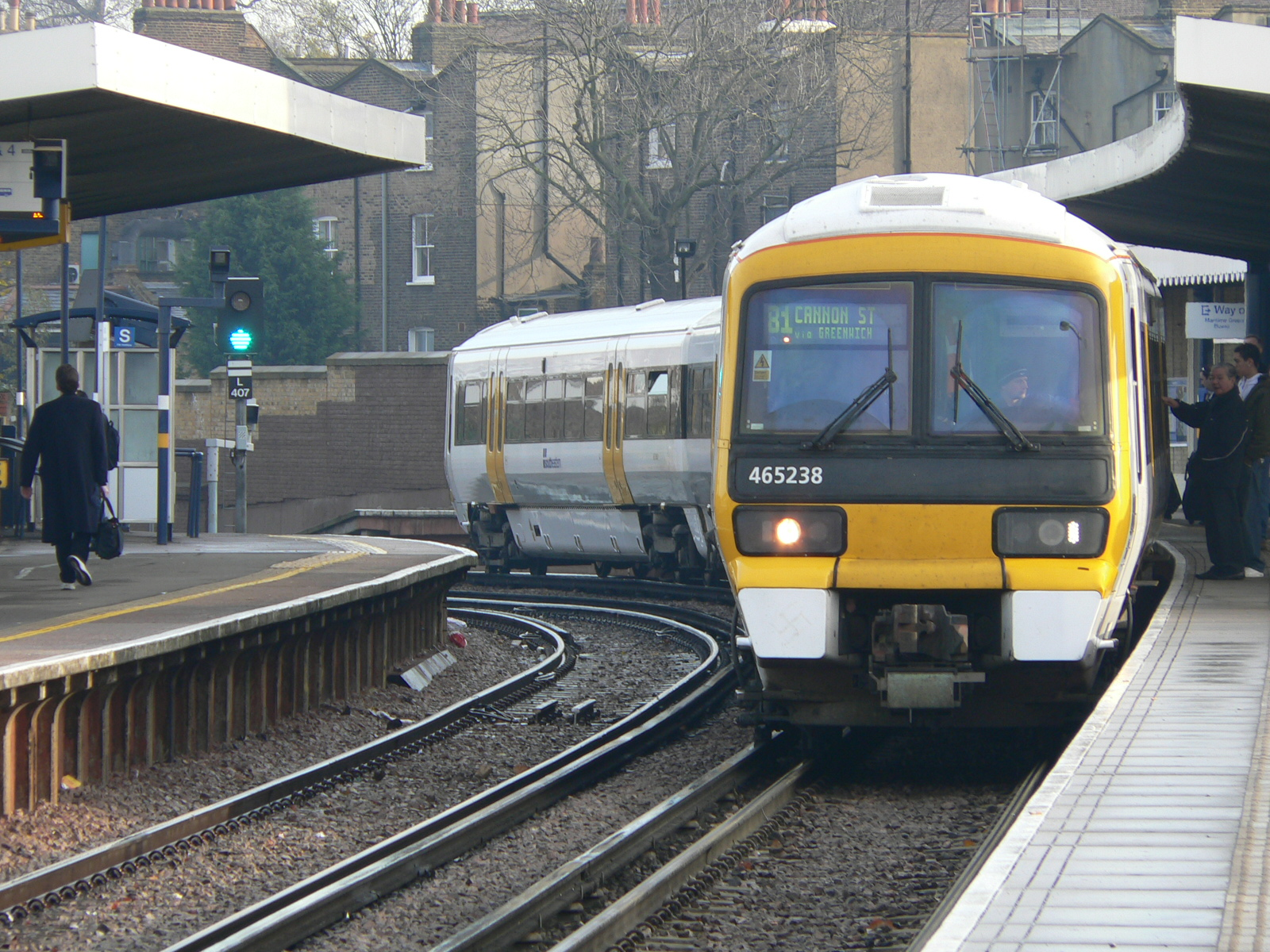
Ein Zug von Southeastern fährt in den Bahnhof ein

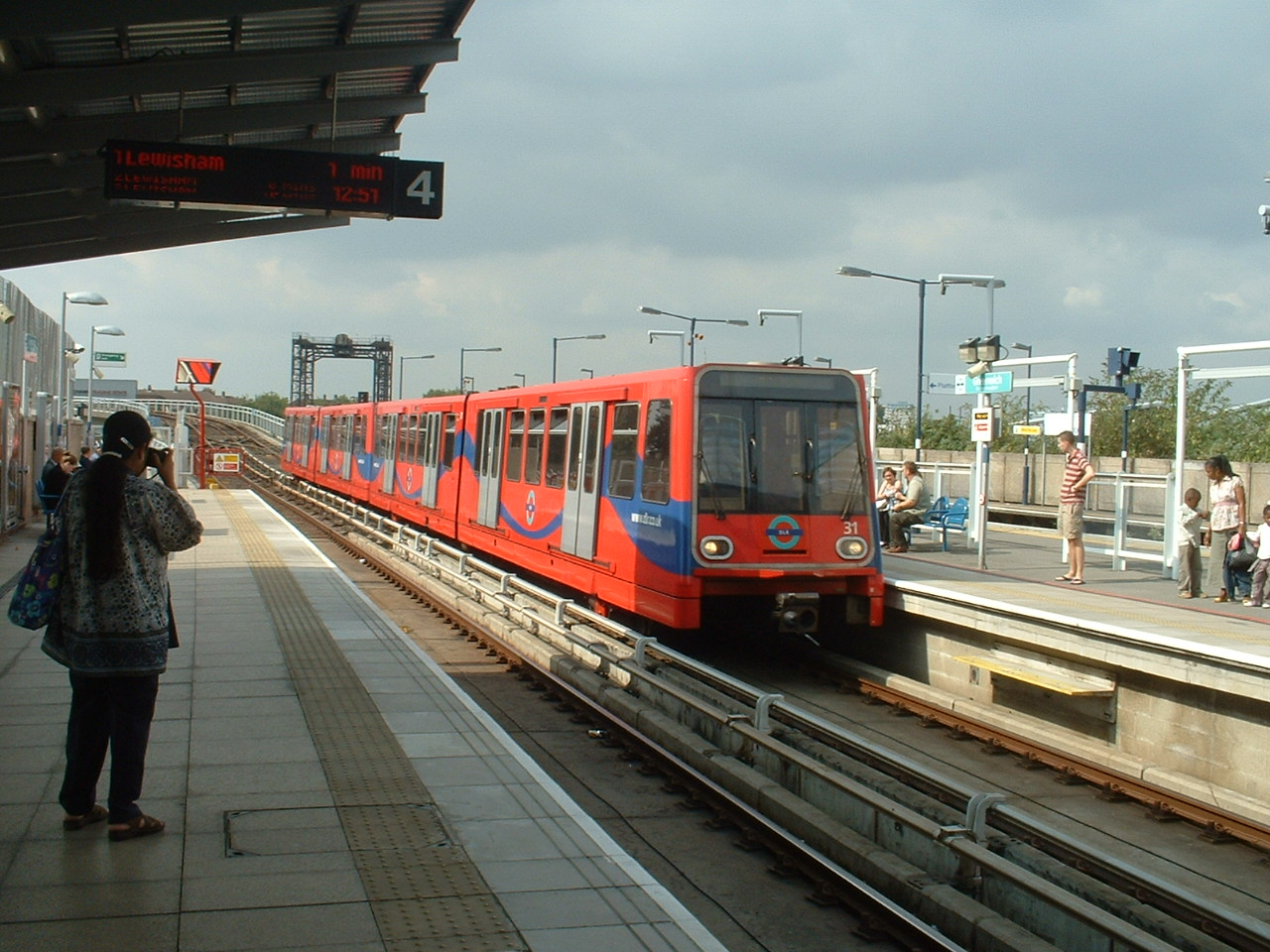
Bahnsteig der Docklands Light Railway

Der Bahnhof wird durch Züge der Gesellschaft Southeastern bedient, die von Charing Cross und London Bridge aus in Richtung Dartford verkehren. Östlich des Bahnhofs verläuft die Greenwich Line durch einen ca. 900 Meter langen Tunnel, der das Gelände des National Maritime Museum unterquert und zum nächstgelegenen Bahnhof Maze Hill führt.
Die Docklands Light Railway erreicht den Bahnhof ebenfalls durch einen Tunnel. Dieser beginnt auf der Isle of Dogs, unterquert die Themse, folgt der Greenwich High Road und tritt nach dem Unterqueren des Bahnhofgeländes wieder an die Oberfläche. Die DLR-Station befindet sich westlich der Bahnsteige der Eisenbahn. Unmittelbar darauf beginnt ein Viadukt, der dem Fluss Ravensbourne bis zur Endstation Lewisham folgt.

## Geschichte
Der Bahnhof von Greenwich ist einer der ältesten in ganz London, die London and Greenwich Railway gilt sogar als älteste Vororteisenbahn der Welt überhaupt. Mittels eines massiven Ziegelsteinviadukts mit 878 Bögen wurde Greenwich mit London verbunden. Ab 8. Februar 1836 führte die Strecke zunächst von der Spa Road in Bermondsey nach Deptford. Knapp zehn Monate später, am 14. Dezember 1836, wurde sie zum Bahnhof London Bridge verlängert. Am 24. Dezember 1838 erreichte die Eisenbahn schließlich Greenwich. Das damals errichtete Bahnhofgebäude steht noch heute und gehört zu den ältesten erhalten gebliebenen weltweit.
Die Bahngesellschaft konnte sich nicht mit dem Greenwich Hospital über den Verlauf der weiteren Strecke einigen, sodass Greenwich mehr als vierzig Jahre lang Endstation blieb. Die Züge mussten daher einen Umweg über Lewisham machen. Erst am 1. Februar 1878 wurde der Tunnel nach Maze Hill eröffnet. Die Eröffnung der DLR-Strecke zwischen Crossharbour und Lewisham erfolgte am 20. November 1999.